# وولفگانگ کلانک
وولفگانگ کلانک (به آلمانی: Wolfgang Klank) بازیکن فوتبال و دروازه‌بان اهل آلمان شرقی بود که از سال ۱۹۵۲ میلادی عضو تیم ملی فوتبال آلمان شرقی بوده‌است. وی در ۳ بازی ملی حضور داشته و در بازی‌های ملی‌اش گلی به ثمر نرساند. وولفگانگ کلانک آخرین بازی ملی خود را در سال ۱۹۵۳ میلادی انجام داد.